# 賓氏麗花介
賓氏麗花介（学名：Pistocythereis binladengi）为粗面介科麗花介屬下的一个种。